# Repetición (retórica)
La repetición o epanalepsis (del latín, repetitio) es una figura retórica o literaria consistente en la reiteración deliberada de palabras u otros recursos expresivos para generar una relevancia poética. Suelen ser más habitual repetirse la palabra o palabras al principio y al final de un poema u oración.  
La repetición no tiene por qué ser necesariamente exacta, por lo que en muchas ocasiones se dan casos de semejanza o igualdad hacia un mismo producto o palabra.
Ejemplos de repetición (repetitio):

Mañana le abriremos respondía,
para lo mismo responder mañana.
(Lope de Vega)

Verde que te quiero verde.
(Federico García Lorca)

Errado lleva el camino
errada lleva la guía.
(Romance De Francia partió la niña, vv. 3-4)

## Tipos
Las repeticiones o figuras de repetición son las siguientes: anadiplosis, anáfora, gradación, epanadiplosis, polisíndeton, annominatio (paronomasia, derivatio, figura etimológica, diáfora, políptoton), traductio, equívoco/antanaclasis, paralelismo (isocolon, parison, correlación), quiasmo y commutatio/retruécano.